# 章子怡
章子怡（1979年2月9日—），中国大陆女演員、制片人、导演。出生於北京，從小習舞，1996年考入中央戏剧学院戲劇表演系，因主演张艺谋電影《我的父亲母亲》（1999年）成名；因李安電影《臥虎藏龍》（2000年）揚名世界；後出演《英雄》（2002年）、《十面埋伏》（2004年）、《2046》（2004年）、《藝伎回憶錄》（2005年）等電影。2005年，章子怡入選為美國影藝學院會員；同年凭借电影《艺伎回忆录》提名第63届美国电影电视金球奖最佳女主角奖。2013年，章子怡主演王家卫電影《一代宗師》（2013年），獲第50屆金馬獎和第33屆香港電影金像獎最佳女主角獎，由此成為香港電影金像獎、金馬獎、百花奖、中国电影华表奖、金鸡奖的大滿貫得主。2013年，獲頒法國法蘭西藝術與文學騎士勳章。

## 生平

### 早年經歷
1990年，章子怡媽媽認為跳舞可以改善章瘦小的體型，於是接受了鄰居的建議，讓章子怡在11歲時進入北京舞蹈學院附中舞蹈科，因而學習了6年的民間舞。後來章子怡在14歲時以替備的身份，於1994年參加了全國舞蹈比賽“桃李杯舞蹈比賽”獲得優秀表演獎，同時此次章子怡的舞蹈吸引了比賽台下的一名星探找她拍攝了其人生中第一個廣告。15歲時，章子怡首次有機會參與電影拍攝，在一部名為《星星點燈》的電影中扮演因為癌症而被迫截肢，遠離了心愛的舞蹈事業的堅強女孩陳薇，該電影其後於1996年上映。
章子怡在北京舞蹈學院附中畢業後，意識到自己不合適做一個舞蹈員，後來在朋友的建議下，決定學習表演。1996年章考入了中央戲劇學院戲劇表演系(俗稱:96年級中戲表現系)，著名的同期同學有梅婷、张彤、袁泉、胡静、劉燁、秦海璐等。就讀期間章曾獲得一個由張藝謀執導廣告的一個試鏡機會，後來章子怡沒有接拍，而張藝謀最終也沒有拍這部廣告。章子怡表示此廣告試鏡讓她認識了張藝謀，稱當時見了張沒有什麼特別，“因為跟一大幫的學生一塊兒，每個人就是留了照片然後留了電話、聯絡方式給副導演”。

### 演藝經歷

#### 1997-2004
廣告試鏡過了一年後，章子怡在大學二年級接到了張藝謀的電話，讓她出演電影《我的父親母親》，該電影以兒子第一人稱視角，以回憶的方式，講述了父親和母親年輕時的一段愛情故事。章子怡在片中扮演18歲時的母親田招娣，一個在20世紀50年代的農村生活，而且對愛情執著、表達直接的女孩子。拍攝《我的父親母親》的時候，張曾讓章子怡在河北的農村待了2個多月以體驗農村生活，章後來在訪問中表示拍攝該電影時天氣十分寒冷，曾穿上八條褲子拍戲。電影《我的父親母親》後來在1999年上映，章子怡次年以此戲獲得第23屆大眾電影百花獎最佳女主角，而該影片次年也獲得柏林國際電影節銀熊獎。
章子怡拍攝電影《我的父親母親》後，得到導演張藝謀的推薦，與周潤發、楊紫瓊、郎雄等港台資深影人合作，出演了由台灣導演李安執導，改編自王度廬同名小說的武侠電影《臥虎藏龍》，擔任劇中的一角「玉嬌龍」。從未拍過古裝片的章子怡甚至連吊鋼絲也不會，李安回憶章子怡在拍攝電影《臥虎藏龍》第一次吊鋼絲把人嚇壞了“一般快要撞牆時，都會本能地先以手保護自己，她(章子怡)不是，她是拿臉往牆上撞……”。而且章子怡在拍攝《臥虎藏龍》期間，因為完全不能適應導演李安嚴格的要求，而幾乎天天晚上哭，但是後來她卻真的堅持下來拍攝。該電影在2000年上映後在北美獲得多項獎項，其中包括金球獎最佳外語片、英國電影學院最佳外語片。同時該電影獲得第73屆奧斯卡金像獎10項提名，並最終獲得其中4個獎項包括奧斯卡最佳外語片獎。此片在全球的成功也讓章子怡人氣飆升，章憑此劇拿下了獨立精神獎最佳女配角，同時章也以此片首次獲得香港電影金像獎最佳女主角及金馬獎最佳女主角提名，以及多個海外獎項提名。《臥虎藏龍》的成功給章子怡帶來一個轉折，令她變成一個能文能武的演員，不但可以演文藝電影，還可以演動作戲。
之後章子怡相繼接拍多部電影。她首部參與的好萊塢電影作品是與成龍和克里斯·塔克合作的功夫電影《尖峰時刻2》，章在電影中扮演反派角色「胡莉」。此片以香港及拉斯維加斯作電影背景，為了配合劇情章子怡在片中的對白都是說普通話。該電影於2001年上映，全球總票房高達3.4億美元，是2001年度最賣座電影第五位。同年還分別上映了章子怡參與的電影，分別是由徐克執導的奇幻仙俠電影《蜀山傳》，扮演一名凡間的女將領「程樂天」；和韓國歷史武俠電影《武士》，扮演遭蒙古兵綁架的明朝「芙蓉公主」。
2002年，章子怡再度和張藝謀合作，與李連杰、梁朝偉、張曼玉等人共同出演參與張藝謀執導的武俠電影《英雄》，扮演女僕如月。該電影獲得了第60屆金球獎和第75屆奧斯卡金像獎最佳外語片獎提名，並為章子怡取得香港電影金像獎最佳女配角提名。2003年上映了由婁燁導演的電影《紫蝴蝶》飾演抗日地下工作者「丁慧」。
2004年章子怡有三部電影《十面埋伏》、《2046》和《茉莉花開》上映。武俠電影《十面埋伏》是章子怡第三度和張藝謀合作，並與劉德華、金城武等人一起共同演繹。章子怡為了演好片中盲舞女「小妹」一角，曾特意跟一個盲女孩朝夕相處了兩個月。期間章和她一起生活，帶她出去玩，再把章自己學會的舞蹈和武打動作教給她並讓她表演出來，從而觀察她的神態和肢體語言，此電影為章子怡獲得英國電影學院獎最佳女主角等提名及拿下2005年的華表獎優秀女演員。另外《茉莉花開》中章子怡一人分飾三角「茉」、「莉」、「花」。不過雖然《茉莉花開》為章子怡贏得金雞獎最佳女主角，但是《茉莉花開》的原著小說作者蘇童看完電影後，認為章子怡在缺乏生育的經歷下，在《茉莉花開》的表現“已經非常不錯了”，不過認為她的演技還需要磨練。同年在知名導演王家衛所執導的《2046》中，章子怡扮演一個住在2046房的舞小姐「白玲」。對於她的表現，王家衛評價道：
|  | 章子怡是非常努力的演員，也非常進取。我是先確定她這個演員，再根據她設計了白玲這個人物的性格……她的美有種咄咄逼人的氣勢，跟別的女演員的那種陰柔的美很不一樣。最亮眼的是她很國際化，對自己要求很高，永遠清楚地知道自己想要什麼，而且做什麼都要做到最好。 |

當時章子怡為了揣摩60年代舞小姐的神態到舞廳觀察舞小姐的神態，並穿上高跟鞋練習舞蹈。即使最後《2046》並沒有拍攝任何她跳舞的鏡頭，但是這些安排卻令章子怡體會到舞小姐的心情。《紐約時報》影評人 Manohla Dargis 就曾形容章子怡在戲中“具有驚人張力的演出簡直能將電影熒幕灼燒出來一個洞，她的演出給予電影裡其他所有一切（包括其他人物糾葛）一種驚人的緊張感”，而章在《2046》的精彩演繹因此為她贏得第24屆金像獎最佳女主角。

#### 2005-2014

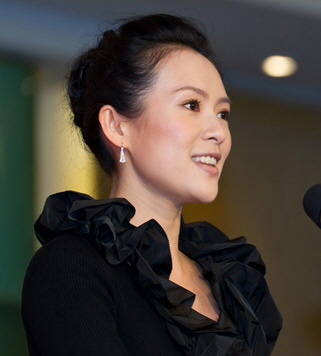
章子怡2010年特殊奧林匹克運動會發佈會

2005年2月，章子怡在第77屆奧斯卡頒獎典禮為最佳視覺效果頒獎，使她成為繼陳沖和劉玉玲後又一位在奧斯卡獎上擔任頒獎嘉賓的華人女星。同年章與小田切讓合作主演著名導演鈴木清順的日本歌舞片《狸御殿》上映。另外，章子怡在由羅伯·馬歇爾執導，史提芬·史匹堡監製，改編自同名美國小說的美國電影《藝伎回憶錄》也在這年公映。《藝伎回憶錄》是章子怡首次全劇用英文說對白，她在片中扮演女主角藝伎「小百合」，並因此片再度獲得英國電影學院獎最佳女主角和其他如金球奖剧情类电影最佳女主角等海外提名。
其後，因感好萊塢給華人演員的機會有限，角色單一，章子怡從回國發展，陸續接演《夜宴》、《梅蘭芳》等，憑後者獲第二座華表獎優秀女演員。
章子怡也曾嘗試過喜劇，自己監製並先後主演過《非常完美》和《非常幸運》，章曾解釋自己為什麼接拍“非常”系列，就是因為“沒有人找我演喜劇，導演整天找我演正劇，人物內心很糾結，命運都很坎坷。但我其實很放鬆，我也有幽默，有很多天馬行空的時候。為什麼我會想做喜劇？我覺得這些戲我不需要演，我可以很輕鬆地完成它”。不過電影收到的評價與她的那些正劇電影相差甚遠。她個人認為可能是觀眾習慣於為演員定性，“就像喜劇演員去演正劇，觀眾可能會說你還是回去演喜劇吧”。

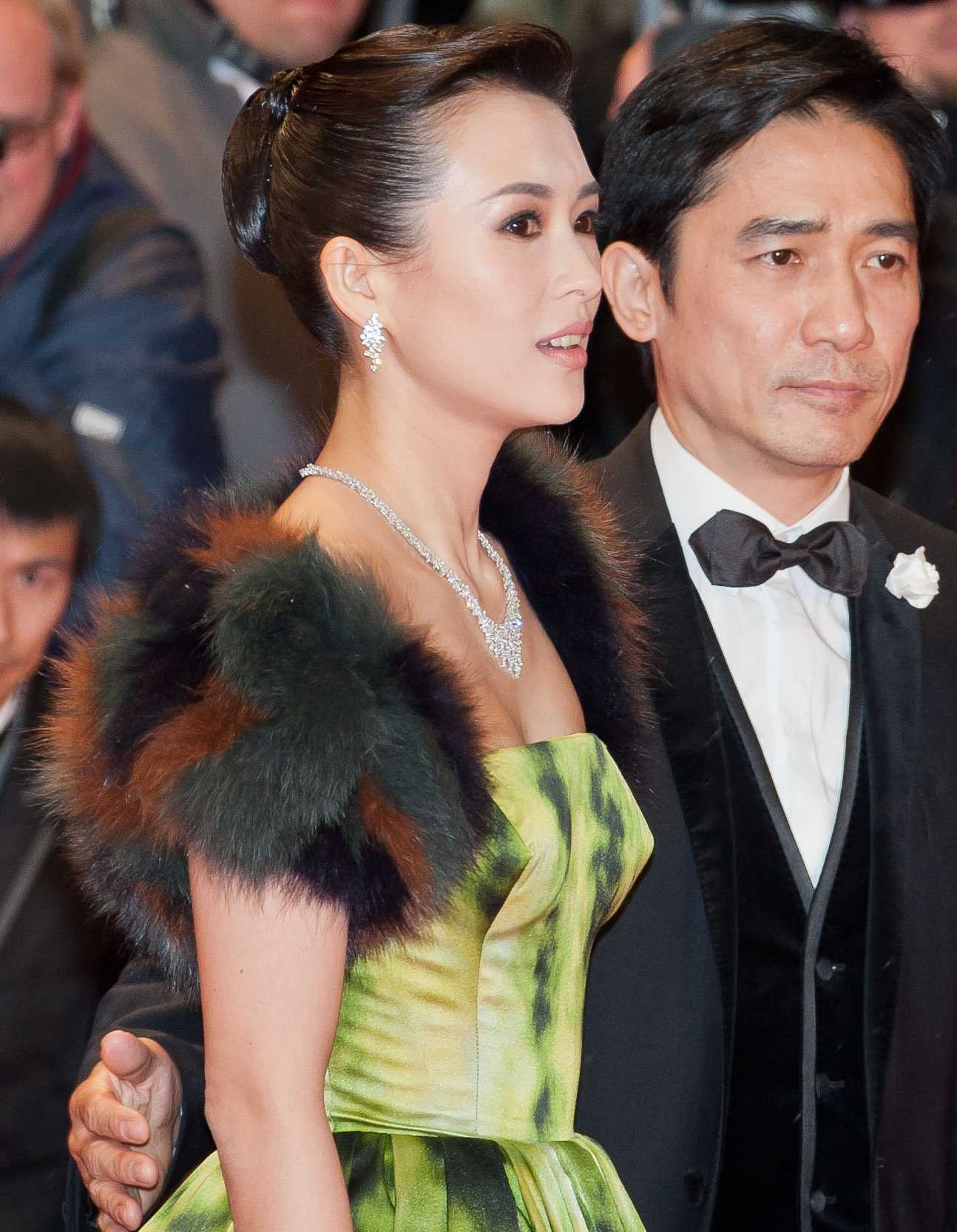
章子怡2013年出席柏林電影節開幕禮

王家衛執導電影《一代宗師》因劇本、男主演梁朝偉練武導致手骨折等原因，導致該電影拍攝期長達3年，並最終於2013年上映。章子怡為該劇學習八卦掌、唱戏和針灸（片中把唱戲和針灸戲份被刪），獲得第50屆金馬獎和第15屆中國電影華表獎最佳女演员。至此章子怡成為華語影壇首位囊括大眾電影百花獎、中國電影華表獎、中國電影金雞獎、香港電影金像獎、台灣電影金馬獎華語電影五大獎最佳女主角獎的女演員。
章子怡與金城武、宋慧喬、黃曉明等主演了由吳宇森執導的電影《太平輪》。該電影分為《太平輪：亂世浮生》(2014)和《太平輪：彼岸》(2015)上映。

#### 2015-至今
自從2015年與汪峰結婚，並且生下女兒，章子怡暫時淡出影壇。章子怡復出的電影《羅曼蒂克消亡史》和葛優一起參與拍攝，並於2016年上映。2017年，章子怡接拍《哥吉拉 II 怪獸之王》。
章子怡於2012年拍攝的電影《無問西東》(2018)於她2018年的首次上映。2018年2月，章子怡有份參演的「科洛弗系列電影」《科洛弗悖論》(2018)於Netflix上映。

## 争议

### 潑墨門
2009年12月23日，媒體聞風張曼玉將於北京柏悦酒店訂婚，在酒店蹲守，而樓上的“柏悦府”公寓则為章子怡居所。當晚11點左右，一輛玄色Q7裏下來四五個著迷彩樣服裝，戴着墨鏡的男子，走進酒店即問保安：“章子怡住幾層？”之後站在酒店大堂內高喊：“章子怡，大傻逼！騙人錢！勾引人老公！”大約半小時後，這輛車又開到了酒店正門。車上下來兩個男子，走到酒店門東側钟表行，衝櫥窗裏章子怡代言的歐米茄海報潑墨，之後上車拉響警報離開。
叶剑英儿媳、社交名媛趙欣瑜事後主動聯繫《完全娱乐》杂志，爆料“潑墨門”起源於章子怡的「財色糾紛」。她稱章子怡經自己介绍認識已婚上海富豪A（即郁国祥），在和未婚夫ViVi海滩照事件后，章子怡也和富商A有了“更深层次的关系”，期間收受A先生總價值近2亿人民幣的財物。A先生妻子发现A和章的关系后开始怨恨介绍两人认识的赵欣瑜，而章子怡则认为是赵欣瑜向A先生的妻子泄密。赵還稱章子怡因不满婚前协议等原因，已和ViVi分手。赵在另一採訪透露：“泼墨的事情是我一个朋友为了帮我出气才去搞的。当时我朋友刚好在我家中，章子男打来骂我的电话是那朋友接的，了解到我和章子怡、章子男的矛盾后，朋友看不下去，才做了这个事情帮我出气，我是事后才知道的。”
2010年1月14日，章子怡在《完全娱乐》文章刊出翌日起訴雜誌人身诽谤。7月7日，雜誌主办方《购物导报》与章子怡达成和解，报社向章子怡出具书面致歉信。8月，《完全娱乐》宣布停刊。

### 诈捐門
2010年1月中旬，有網友發現在2008年5月份中國四川地震時，章子怡的實際捐款數額與承諾不符，其在戛納募得善款亦去向不明，章子怡涉嫌詐捐。章子怡於3月12日凌晨接受《中國日報》專訪，否認有“詐捐”或其他違法行為，但承認自己從事慈善活動“缺乏經驗”。同時經紀人纪灵灵也稱是自己的錯漏，隨後將補捐16萬人民幣，總共為四川地震捐款為100萬人民幣。

### 誘惑門
2010年2月，周潤發在台北宣传《孔子》时稱拍摄《卧虎藏龙》期间曾被人诱惑，媒体猜测其所指之人是章子怡。记者为此询问章子怡經紀人纪灵灵是否需要澄清，她先以短信方式回复：“没听懂！”记者再把报道全文发给她时，她回复“离谱”二字。
“泼墨门”、“诈捐门”、“诱惑门”被合稱為章子怡的“三重门”，是其口碑和事业的低谷期。

### 伴遊門
2012年5月，美國華文媒體博讯新闻网報導章子怡涉入薄熙來案，10年來與薄熙來等高官伴遊海撈新台幣32億元，其中與薄熙來伴遊10次、每次代價人民幣1000萬元，《苹果日报》及《壹周刊》相繼引述。章子怡召開記者會否認該篇報導，分别在美国、香港及台湾提告。
2013年12月，博讯新闻网在向章子怡“无条件道歉”，并指新闻来自“无法支持报道信息的匿名消息来源”。2014年1月，香港高等法院指以字面而言，内容已属诽谤，宣判《苹果日报》及《壹周刊》需向章子怡支付诉费。台灣士林地方法院於2015年4月一审裁定章子怡败诉，章子怡因而上诉。台灣高等法院於2017年2月7日二審認定該報導已善盡查證，且標註消息來源，再判章子怡敗訴。

## 個人生活

### 背景
章子怡出生於中國北京海淀区，父親是電信局的一名幹部，母親是一位幼兒園老師。章有一個哥哥章子男，和一位同樣是演員的嫂子殷旭。
章子怡在2007年透過優秀人才入境計劃，領取香港身份證。
章子怡为中国致公党党员。

### 感情生活
章子怡曾分別和霍启山、阿維夫·尼沃（Aviv Vivi Nevo）和撒貝寧交往。在2008年7月和阿維夫·尼沃訂婚，在2010年分手。
2015年2月7日，章子怡在生日派對上答應汪峰求婚，於2015年5月10日登記結婚。2015年12月27日，章子怡女儿在美國出生。2020年，章子怡兒子在美國出生。2023年10月23日，章子怡、汪峰宣布离婚。

## 電影作品

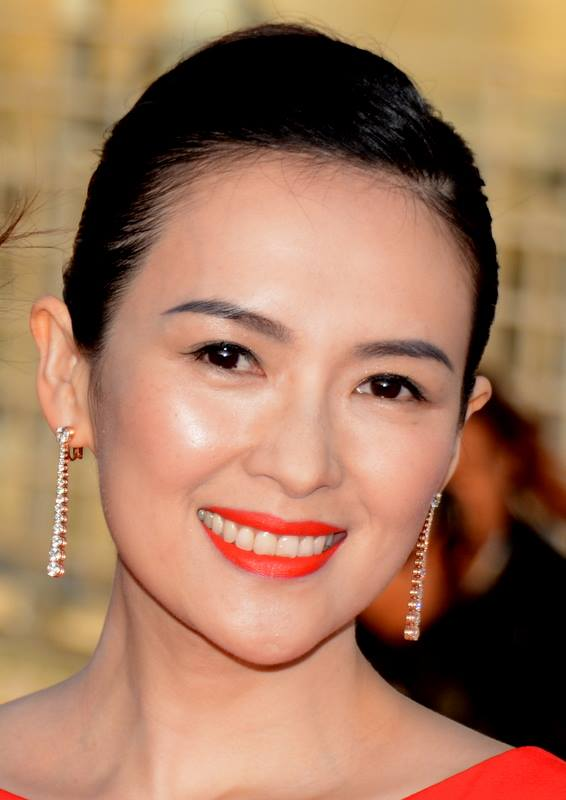
章子怡2014年出席法國卡布爾浪漫電影節

| † | 表示該電影還沒有上映。 |

| 年份 | 電影               | 職務   | 職務 | 職務                | 備註                   |
| 年份 | 電影               | 製片人 | 演員 | 角色                | 備註                   |
| ---- | ------------------ | ------ | ---- | ------------------- | ---------------------- |
| 1996 | 星星點燈           |        | 是   | 陳薇                | 又名：熒火             |
| 1999 | 我的父親母親       |        | 是   | 招娣                |                        |
| 2000 | 臥虎藏龍           |        | 是   | 玉嬌龍              |                        |
| 2001 | 尖峰時刻2          |        | 是   | 胡莉                |                        |
| 2001 | 蜀山傳             |        | 是   | 程樂天              |                        |
| 2001 | 武士               |        | 是   | 芙蓉公主            |                        |
| 2002 | 英雄               |        | 是   | 如月                |                        |
| 2003 | 紫蝴蝶             |        | 是   | 丁慧                |                        |
| 2003 | 我老婆是大佬2      |        | 是   | 黑幫老大            | 客串                   |
| 2004 | 十面埋伏           |        | 是   | 歌妓小妹            |                        |
| 2004 | 2046               |        | 是   | 白玲                |                        |
| 2004 | 茉莉花開           |        | 是   | 茉/莉/花            |                        |
| 2005 | 狸御殿             |        | 是   | 狸姫                |                        |
| 2005 | 藝伎回憶錄         |        | 是   | 小百合/千代子       |                        |
| 2006 | 夜宴               |        | 是   | 婉                  |                        |
| 2007 | 忍者神龟           |        | 是   | 卡拉                | 配音演员               |
| 2008 | 梅蘭芳             |        | 是   | 孟小冬              |                        |
| 2009 | 魔鬼4騎士          |        | 是   | Kristen Spitz       |                        |
| 2009 | 非常完美           | 是     | 是   | 蘇菲                |                        |
| 2009 | 建國大業           |        | 是   | 龔澎                | 客串                   |
| 2011 | 最爱               |        | 是   | 商琴琴              |                        |
| 2012 | 危險關係           |        | 是   | 杜芬玉              |                        |
| 2013 | 一代宗師           |        | 是   | 宮若梅              |                        |
| 2013 | 越来越好之村晚     |        | 是   | 自己                | 客串                   |
| 2013 | 非常幸運           | 是     | 是   | 蘇菲                |                        |
| 2014 | 太平輪：亂世浮生   |        | 是   | 真                  |                        |
| 2015 | 太平輪：驚濤摯愛   |        | 是   | 真                  |                        |
| 2015 | 龍在哪裡？         |        | 是   | 鳳凰姐              | 配音演员               |
| 2015 | 從天兒降           | 是     | 是   |                     | 客串                   |
| 2016 | 奔愛               |        | 是   | 蘇樂琪              |                        |
| 2016 | 羅曼蒂克消亡史     |        | 是   | 小六                |                        |
| 2018 | 無問西東           |        | 是   | 王敏佳              |                        |
| 2018 | 科洛弗悖論         |        | 是   | 谭                  |                        |
| 2019 | 哥吉拉 II 怪獸之王 |        | 是   | 陳艾琳博士/陳凌博士 |                        |
| 2019 | 攀登者             |        | 是   | 徐缨                |                        |
| 2021 | 我和我的父辈       |        | 是   | 郁凯迎（母親）      | 擔任第二部分《诗》導演 |
| 2022 | 阿凡达：水之道     |        | 是   | 罗娜尔              | 普通话版配音演员       |
| 2022 | 志愿军：雄兵出击   |        | 是   | 唐笙                |                        |
| 2025 | 酱园弄·悬案        |        | 是   | 詹周氏              | 擔任"監製"             |

## 電視演出
- 2009年：國家地理頻道——《跟著章子怡去旅遊: 阿曼 Zhang Ziyi's Oman》[82]
- 2021年：電視劇《上陽賦》——飾演女主角王儇。該劇故事改編自寐語者小說《帝王業》，於2018年開拍，為章子怡職業生涯裡首部電視劇。[83]

## 綜藝節目
- 2000年，參加中央電視台春節聯歡晚會，並表演開場歌舞《把春天迎進來》
- 2001年，章子怡在春晚與鄭伊健合唱歌曲《選擇你的愛》
- 2008年，參加中央電視台春節聯歡晚會，並獨唱歌曲《天女散花》[84]
- 2013年章子怡擔任中國最強音第一季的導師，但是此舉卻遭到網友的質疑，認為以演員出身的章子怡，并不適合擔任歌唱節目的評審，質疑她沒有能力，令節目有失專業性[85]。最後由章子怡帶隊的男組員曾一鳴拿到节目冠軍[86]。
- 2017年，章子怡擔任《演員的誕生》評判[87]。
- 2018年，章子怡擔任《我就是演員》評判。
- 2019年，與丈夫汪峰參加《妻子的浪漫旅行》第二季。

## 音樂專輯
- 2008年，天女散花EP
- 2012年，夢想長大了

## 榮譽與獎項
作為演員，章子怡囊括的表演獎項包括香港電影金像獎、台灣金馬獎、中國電影金雞獎、華表獎、大眾電影百花獎、 香港電影金紫荊獎、香港電影評論學會大獎、亞洲電影大獎、亞太影展、亞太電影大獎、北京國際電影節和華語電影傳媒大獎等電影獎項，她也是中國電影百年百位優秀演員之一。

### 重要榮譽
- 2013年，獲頒法國法蘭西藝術與文學騎士勳章[88]

### 電影獎項
| 年份 | 劇名             | 頒獎典禮                             | 獎項                                     | 結果                  |
| ---- | ---------------- | ------------------------------------ | ---------------------------------------- | --------------------- |
| 1999 | 我的父親母親     | 亞洲電影博覽會                       | 明日之星獎                               | 獲獎                  |
| 2000 | 我的父親母親     | 大众电影百花奖                       | 最佳女主角                               | 獲獎                  |
| 2000 | 我的父親母親     | 金雞獎                               | 最佳女主角                               | 提名                  |
| 2000 | 臥虎藏龍         | 芝加哥影評人協會                     | 最有前途女演員                           | 獲獎                  |
| 2000 | 臥虎藏龍         | 芝加哥影評人協會                     | 最佳女配角                               | 提名                  |
| 2000 | 臥虎藏龍         | 金馬獎                               | 最佳女主角                               | 提名                  |
| 2000 | 臥虎藏龍         | 在線影評人協會                       | 最佳女配角                               | 提名                  |
| 2000 | 臥虎藏龍         | 多倫多影評人協會                     | 最佳女配角                               | 獲獎                  |
| 2001 | 臥虎藏龍         | 土星獎                               | 最佳女配角                               | 提名                  |
| 2001 | 臥虎藏龍         | 英國電影學院獎                       | 最佳女配角                               | 提名                  |
| 2001 | 臥虎藏龍         | 獨立精神獎                           | 最佳女配角                               | 獲獎                  |
| 2001 | 臥虎藏龍         | 金紫荊獎                             | 最佳女配角                               | 獲獎                  |
| 2001 | 臥虎藏龍         | 香港電影金像獎                       | 最佳女主角                               | 提名                  |
| 2001 | 臥虎藏龍         | MTV電影大獎                          | 最具突破演出女演員                       | 提名                  |
| 2001 | 臥虎藏龍         | MTV電影大獎                          | 最佳打鬥獎 (章子怡 vs. Entire Bar)       | 獲獎                  |
| 2001 | 臥虎藏龍         | 青年藝術家獎                         | 最佳青年國際女演員                       | 獲獎                  |
| 2001 | 臥虎藏龍         | 亞洲影評人協會                       | 最佳女配角                               | 獲獎                  |
| 2002 | 火拼時速2        | MTV電影大獎                          | 最佳反派角色                             | 提名                  |
| 2002 | 火拼時速2        | 尼克頻道兒童選擇獎                   | Favorite Female Butt Kicke               | 提名                  |
| 2003 | 英雄             | 香港電影金像獎                       | 最佳女配角                               | 提名                  |
| 2004 | 紫蝴蝶           | 華語電影傳媒大獎                     | 最佳女主角                               | 獲獎                  |
| 2004 | 紫蝴蝶           | 華語電影傳媒大獎                     | 內地最受歡迎女演員                       | 提名                  |
| 2004 | 茉莉花開         | 金雞獎                               | 最佳女主角                               | 獲獎 (與 鄭振瑤 共享) |
| 2004 | 茉莉花開         | 華表獎                               | 優秀女演員                               | 提名                  |
| 2004 | 十面埋伏         | 英國電影學院獎                       | 最佳女主角                               | 提名                  |
| 2004 | 2046             | 香港電影評論學會大獎                 | 最佳女演員                               | 獲獎                  |
| 2005 | 2046             | 香港電影金像獎                       | 最佳女主角                               | 獲獎                  |
| 2005 | 2046             | 華語電影傳媒大獎                     | 最佳女主角                               | 提名                  |
| 2005 | 2046             | 金馬獎                               | 最佳女主角                               | 提名                  |
| 2005 | 十面埋伏         | 土星獎                               | 最佳女主角                               | 提名                  |
| 2005 | 十面埋伏         | 華表獎                               | 優秀女演員                               | 獲獎 (與 趙薇 共享)   |
| 2005 | 十面埋伏         | 中國電影導演協會                     | 最佳女演員                               | 提名                  |
| 2005 | 十面埋伏         | MTV電影大獎                          | 最佳打鬥獎 (章子怡 vs. Emperor's Guards) | 提名                  |
| 2005 | 藝伎回憶錄       | 美國演員工會獎                       | 最佳女主角                               | 提名                  |
| 2005 | 藝伎回憶錄       | 英國電影學院獎                       | 最佳女主角                               | 提名                  |
| 2005 | 藝伎回憶錄       | 金球獎                               | 最佳女主角：戲劇類電影                   | 提名                  |
| 2006 | 藝伎回憶錄       | 有色人種促進協會形象獎               | 最佳女主角                               | 提名                  |
| 2006 | 十面埋伏         | 大眾電影百花獎                       | 最佳女主角                               | 提名                  |
| 2006 | 2046             | Chlotrudis Awards                    | 最佳女配角                               | 提名                  |
| 2007 | 夜宴             | 亞洲電影大獎                         | 最佳女演員                               | 提名                  |
| 2009 | 梅蘭芳           | 華表獎                               | 優秀女演員                               | 獲獎 (與 范志博 共享) |
| 2009 | 梅蘭芳           | 金馬獎                               | 最佳女配角                               | 提名                  |
| 2009 | 梅蘭芳           | 金雞獎                               | 最佳女主角                               | 提名                  |
| 2009 | 梅蘭芳           | 鐵象大賞                             | 年度女配角                               | 獲獎                  |
| 2010 | 非常完美         | 鐵象大賞                             | 年度女主角                               | 提名                  |
| 2011 | 最愛             | 上海影評人獎                         | 最佳女演員                               | 獲獎                  |
| 2012 | 最愛             | 最愛中國電影導演協會2011年度表彰大會 | 年度女演員                               | 獲獎                  |
| 2012 | 北京大學生電影節 | 最愛中國電影導演協會2011年度表彰大會 | 最佳女演員                               | 提名                  |
| 2013 | 一代宗師         | 華表獎                               | 優秀女演員                               | 獲獎 (與 颜丙燕 共享) |
| 2013 | 一代宗師         | 亞太電影大獎（APSA）                 | 最佳女演員                               | 獲獎                  |
| 2013 | 一代宗師         | 亞太影展                             | 最佳女主角                               | 獲獎                  |
| 2013 | 一代宗師         | 金雞獎                               | 最佳女主角                               | 提名                  |
| 2013 | 一代宗師         | 華鼎獎                               | 中國最佳電影女演員                       | 獲獎                  |
| 2013 | 一代宗師         | 金馬獎                               | 最佳女主角                               | 獲獎                  |
| 2013 | 一代宗師         | 北京大學生電影節                     | 最佳女演員                               | 提名                  |
| 2014 | 一代宗師         | 香港電影評論學會大獎                 | 最佳女演員                               | 獲獎                  |
| 2014 | 一代宗師         | 香港電影導演會年度大獎               | 最佳女主角                               | 獲獎                  |
| 2014 | 一代宗師         | 香港電影金像獎                       | 最佳女主角                               | 獲獎                  |
| 2014 | 一代宗師         | 亞洲電影大獎                         | 最佳女主角                               | 獲獎                  |
| 2014 | 一代宗師         | 第四届北京國際電影節                 | 最佳女主角                               | 獲獎                  |
| 2014 | 一代宗師         | 大眾電影百花獎                       | 最佳女主角                               | 獲獎                  |
| 2014 | 一代宗師         | 華語電影傳媒大獎                     | 最佳女主角                               | 獲獎                  |
| 2017 | 羅曼蒂克消亡史   | 中國電影導演協會2016年度表彰大會     | 年度女演員                               | 提名                  |
| 2017 | 羅曼蒂克消亡史   | 華語電影傳媒大獎                     | 最佳女主角                               | 提名                  |
| 2017 | 羅曼蒂克消亡史   | 澳門國際電影節                       | 最佳女主角                               | 獲獎                  |
| 2018 | 羅曼蒂克消亡史   | 長春電影節                           | 最佳青年女主角                           | 獲獎                  |
| 2018 | 無問西東         | 澳門國際電影節                       | 最佳女主角                               | 獲獎                  |
| 2020 | 攀登者           | 大眾電影百花獎                       | 最佳女主角                               | 提名                  |

### 其他獎項
- 2004年，第六屆CCTV-MTV音樂盛典“傑出藝人大獎”[115]
- 2008年，章子怡在第十一屆上海國際電影節獲頒“杰出贡献奖”[116]
- 2010年，在亞洲電影博覽會獲頒「亞洲十年最傑出女演員獎」[117]
- 2012年，在第3屆紐約中國電影節獲頒「亞洲傑出藝人獎」[118]
- 2012年，在第十二屆華語電影傳媒大獎獲頒「華語電影推廣貢獻獎」[119]
- 2014年，香港專業電影攝影師學會獲頒「最具魅力女演員獎」[120]

### 其他榮譽
- 2000年，《日本银幕》杂志“年度外国女演员”
- 2001年，《PEOPLE》杂志评选为“50个世界上最美人物”之一
- 2002年，《MTV莱卡风尚颁奖大典》“风尚女演员奖”
- 2006年，第59届法国戛纳电影节主竞赛单元评委
- 2006年，美国电影协会“亚洲杰出演员奖”
- 2006年，上海特奥会全球形象大使
- 2006年，美国《娱乐周刊》杂志排名“30名最有前途的女演员”之一
- 2008年，《ELLE世界時裝之苑》風尚大典（ELLE Style Awards） 風尚巨星
- 2008年，搜狐年度風尚人物
- 2009年，戛纳电影节短片和电影基石单元评审
- 2009年，《南方人物周刊》“共和国60周年12位最美丽女性”之一
- 2013年，法國坎城影展「一種注目」單元評審
- 2016年，《ELLE世界時裝之苑》年度風尚偶像
- 2024年，第81屆威尼斯影展主競賽單元評審